# Idephrynus
Idephrynus – rodzaj chrząszczy z rodziny kózkowatych i podrodziny zgrzypikowych.

## Zasięg występowania
Przedstawiciele tego rodzaju występują w południowym Meksyku.

## Systematyka
Do Idephrynus należą 3 gatunki:
- Idephrynus breedlovei
- Idephrynus edentatus
- Idephrynus scaber